# Rhopalosiphoninus longisetosus
Rhopalosiphoninus longisetosus är en insektsart. Rhopalosiphoninus longisetosus ingår i släktet Rhopalosiphoninus och familjen långrörsbladlöss. Inga underarter finns listade i Catalogue of Life.